# Bae Bae
„Bae Bae” – singel południowokoreańskiej grupy Big Bang, wydany cyfrowo 1 maja 2015 roku przez YG Entertainment. „Bae Bae”, razem z „Loser”, znalazł się na singlu M. Utwór sprzedał się w liczbie 1 739 205 egzemplarzy w Korei Południowej (stan na 17.12.2016).

## Tło
YG Entertainment zapowiedziało główne utwory „MADE Series: M” Big Bangu w trzecim zwiastunie: dwa utwory „Loser” i „Bae Bae”.
Teledysk do utworu został wyreżyserowany przez Seo Hyun-seung, który wyreżyserował także m.in. teledysk do „Fantastic Baby”.

## Lista utworów
| Nr | Tytuł     | Słowa                  | Kompozycja             | Aranżacja | Czas |
| -- | --------- | ---------------------- | ---------------------- | --------- | ---- |
| 1. | "Bae Bae" | G-Dragon, Teddy, T.O.P | Teddy, G-Dragon, T.O.P | Teddy     | 2:49 |

## Notowania
| Kraj              | Lista                         | Najwyższa pozycja |
| ----------------- | ----------------------------- | ----------------- |
| Korea Południowa  | Gaon Weekly Digital Chart     | 2                 |
| Korea Południowa  | Gaon Yearly Digital Chart     | 4                 |
| Korea Południowa  | Gaon Weekly Download Chart    | 2                 |
| Korea Południowa  | Gaon Yearly Download Chart    | 7                 |
| Korea Południowa  | Gaon Weekly Streaming Chart   | 2                 |
| Stany Zjednoczone | Billboard World Digital Songs | 2                 |
| Finlandia         | Suomen virallinen lista       | 30                |

## Nagrody i nominacje
- 2015: Mnet Asian Music Awards „Najlepszy Teledysk” – wygrana[10]
- 2016: Korean Music Awards
  - „Piosenka Roku” – wygrana
  - „Best Rap & Hip-Hop Song” – nominacja